# سميرة إبراهيم
سميرة إبراهيم (8 سبتمبر 1986) ناشطة مصرية برزت خلال ثورة 25 يناير.

## اعتصام التحرير وقضية كشف العذرية
في 9 مارس 2011 شاركت في اعتصام ميدان التحرير في القاهرة .. وقد تعرض الاعتصام للفض بالقوة من الجيش المصري وتعرضت وقتها الناشطة سميرة إبراهيم وعدد من النساء للضرب والصعق بالكهرباء .. و كشف العذرية المخالف لحقوق الإنسان والكرامة والتفتيش العاري مما أثار ضجة كبيرة في أوساط الشارع المصري وتم تسريب تسجيلات صوتية تثبت ما تعرضنَّ له النساء من قبل الجيش المصري ..

## القضية أمام القضاء
قامت الناشطة سميرة برفع «دعوى انتهاك» ضد المجلس العسكري في القضية الشهيرة بكشف العذرية، وأوضحت أنها نجحت في إقناع عدد من الفتيات -اللاتي قُلْنَ أنهنَّ تعرضن لكشوف العذرية- بالتقدم للمحكمة والشهادة، إلا أنها رفضت الإفصاح عن هويتهنَّ أو عددهنَّ خوفاً من تعرضهنَّ للتهديد. وانضمت رشا عبد الرحمن الشاهدة الجديدة في قضية كشف العذرية إلى الدعوى التي أقامتها سميرة، وأدلت بشهادتها أمام المحكمة العسكرية مؤكدة حدوث هتك عرض لها ولزميلاتها.
وقد خسرت سميرة القضية، ولكن مجلس الدولة حكم بمنع تكرار هذا الكشف على الفتيات مرة أخرى، وفور صدور الحكم انطلقت هتافات لأكثر من مئة ناشط سياسي تجمعوا أمام مجلس الدولة. أما القضية الأخرى التي كانت سميرة رفعتها في المحكمة العسكرية ضد الطبيب المجند أحمد عادل الموجي -الذي اِتُّهم بالقيام بفحص العذرية- فقد خسرتها، وحصل الطبيب على حكمٍ بالبراءة. وسادت حالة من الغضب بين المحتشدين خارج أسوار المحكمة العسكرية عقب علمهم بحكم البراءة.